# Sportåret 2017

## Allmänt
- 19-26 februari - Asiatiska vinterspelen avgörs i Sapporo i Japan. Japan vinner medaljligan med 27 guld 21 silver och 26 brons.[1]
- 24–30 juni - Internationella öspelen arrangeras på Gotland i Sverige. Isle of Man vinner medaljligan med 101 medaljer varav 39 guld.[2]

## Alpin skidsport
- 6-19 februari - Världsmästerskapen i alpin skidsport avgörs i Sankt Moritz i Graubünden i Schweiz.[3] Marcel Hirscher, Österrike, vinner tre medaljer varav två guld och blir mästerskapens mest framgångsrike åkare.[4]
- 19 mars - Världscupen i alpin skidåkning avslutas i Aspen, USA. Marcel Hirscher, Österrike, vinner den totala världscupen för herrar för sjätte året i rad. Mikaela Shiffrin, USA, vinner världscupen för damer.[5][6]

## Badminton
- 21-27 augusti - Världsmästerskapen avgörs i Glasgow i Skottland. Kina vinner flest medaljer (2 guld, 2 silver, 3 brons).[7]

## Bandy
- 29 januari-5 februari - Sverige vinner världsmästerskapet för herrar i Sandviken i Sverige genom att vinna finalen mot Ryssland med 4-3.[8][9]
- 25 mars
  - Kareby IS blir svenska dammästare efter seger mot Västerås SK med 3-1 i finalen på Tele 2 Arena i Stockholm.[10]
  - Edsbyns IF blir svenska herrmästare efter seger mot Bollnäs GoIF med 3-1 i finalen på Tele 2 Arena i Stockholm.[11]
- 15 oktober – Sandvikens AIK, Sverige vinner World Cup genom att besegra HK Jenisej Krasnojarsk, Ryssland med 4–3 i finalmatchen i Göransson Arena i Sandviken, Sverige.[12]

## Baseboll
- 1 november - American League-mästarna Houston Astros vinner World Series med 4–3 i matcher över National League-mästarna Los Angeles Dodgers.[13]

## Basket
- 16–25 juni - Spanien vinner Europamästerskapet för damer i Tjeckien efter finalvinst mot Frankrike.[14]
- 31 augusti–17 september: Europamästerskapet för herrar i Finland, Israel, Rumänien och Turkiet. Slovenien vinner finalen mot Serbien och inkasserar därmed sitt första EM-guld någonsin.[15]

## Bordtennis
- 29 maj-5 juni - Världsmästerskapen i bordtennis 2017 hölls i Düsseldorf i Tyskland.[16] Damsingeln vinns av Ding Ning (Kina) och herrsingeln av Ma Long (Kina). Damdubbeln vinns av Ding Ning/Liu Shiwen (Kina) och herrdubbeln av Fan Zhendong/Xu Xin (Kina). Vinnare av mixed-dubbeln blev Maharu Yoshimura/Kasumi Ishikawa (Japan).

## Boxning
- 25 augusti-3 september - Världsmästerskapen i amatörboxning för herrar avgörs i Hamburg, Tyskland. Kuba blir den mest framgångsrika nationen med det totalt sju medaljer varav fem guld.[17]

## Drakbåt
- 6-9 juli - Drakbåts-EM för landslag 2017 i Szeged i Ungern.
- 28-30 juli - Drakbåts-EM för klubblag 2017 samt drakbåts-VM för landslag 2017 i Kunming i Frankrike för junior och U24.
- 18-22 oktober - Drakbåts-VM för landslag 2017 i Kunming i Kina för senior och master.

## Fotboll
- 14 januari-5 februari - Kamerun vinner Afrikanska mästerskapet för herrar i Gabon genom att finalbesegra Egypten med 2-1.[18]
- 3 juni - Uefa Champions League 2016/2017 vinns av Real Madrid efter seger i finalen mot Juventus med 4-1.[19]
- 16-30 juni - Tyskland vinner U21-Europamästerskapet i Polen efter finalvinst mot Spanien.[20]
- 17 juni-2 juli - Tyskland vinner FIFA Confederations Cup i Ryssland efter att ha besegrat Chile i finalen.[21]
- 2-15 juli - England U19 vinner U19-Europamästerskapet i fotboll i Georgien efter att ha besegrat Portugal U19 med 2-1 i finalen.[22]

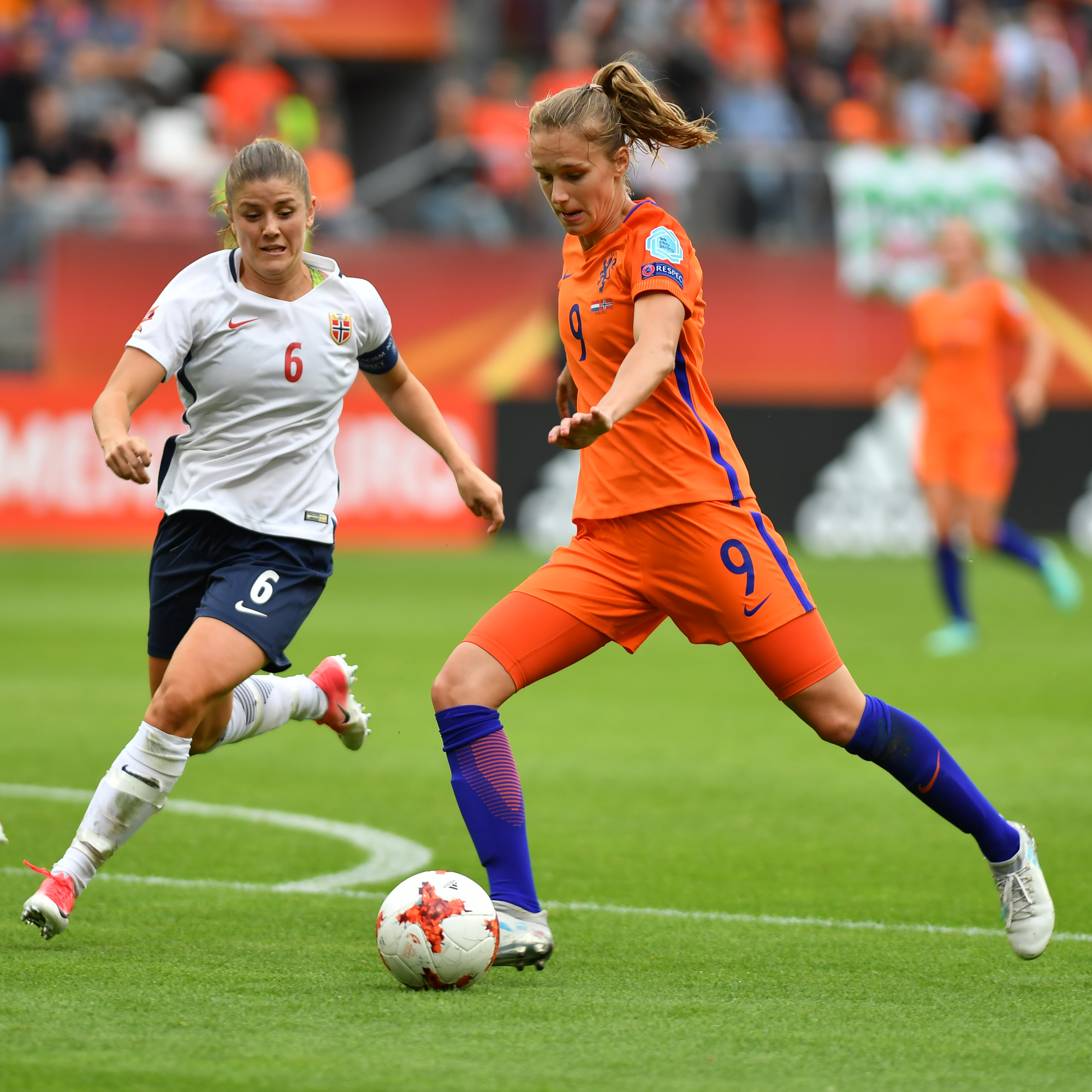
Nederländerna besegrar Norge vid damernas Europamästerskap.

- 16 juli-6 augusti: - Europamästerskapet för damer spelas i Nederländerna. Nederländerna vinner sin första EM-titel någonsin efter att ha besegrat Danmark med 4-2 i finalen.[23]
- 16 oktober - Malmö FF blir svenska mästare för herrar och vinner sitt 20:e SM-guld genom tiderna.[24]
- 29 oktober - Linköpings FC blir svenska mästare för damer för andra gången i rad, efter att ha säkrat titeln i den 20:e omgången.[25]
- 6-16 december - Real Madrid vinner Världsmästerskapet för klubblag i Förenade Arabemiraten.[26]

## Friidrott
- 3-5 mars - Europeiska inomhusmästerskapen i friidrott avgörs i Belgrad i Serbien. Polen vinner medaljligan med 7 guld 1 silver och 4 brons.[27]
- 5-13 augusti - Världsmästerskapen avgörs i London i England i Storbritannien. USA vinner medaljligan med 30 medaljer varav 10 guld.[28] Under tävlingar gör Usain Bolt och Mo Farah sina sista mästerskapslopp i karriären.[29]

## Handboll
- 11-29 januari - Världsmästerskapet för herrar avgörs i Frankrike. Frankrike vinner sitt sjätte VM-guld genom att besegra Norge i finalen.[30]
- 1-17 december - Världsmästerskapet i handboll för damer avgörs i Tyskland. Frankrike vinner VM-guld efter finalseger mot Norge.[31]

## Innebandy
- 22 april - SM-finalerna för herrar och damer avgörs i Globen, Stockholm. Iksu blir svenska mästare för damer efter vinst mot KAIS Mora IF.[32] IBF Falun blir svenska mästare för herrar efter vinst mot Växjö IBK.[33]
- 1-9 december - Världsmästerskapet för damer spelas i Slovakien. Sverige blir världsmästare efter finalvinst mot Finland.[34]

## Ishockey
- 26 december 2016-5 januari - Juniorvärldsmästerskapet spelas i Kanada. USA vinner turneringen genom att besegra Kanada i finalen, medan Ryssland tar bronsmedaljen genom att besegra Sverige i match om tredje pris.[35][36]
- 7-14 januari - U18-Världsmästerskapet för damer spelas i Tjeckien. USA vinner guld genom att besegra Kanada i finalen, medan Ryssland tar bronsmedaljen genom att besegra Sverige i match om tredje pris.[37][38]
- 7 februari -  Frölunda HC från Sverige vinner sin andra raka titel i Champions Hockey League efter finalseger mot Sparta Prag från Tjeckien.[39][40]
- 31 mars-7 april - Världsmästerskapet för damer spelas i Plymouth, Michigan i USA. USA vinner guld efter finalseger mot Kanada.[41][42]
- 16 april - SKA Sankt Petersburg säkrar segern i Kontinental Hockey League efter seger med 4-1 i Gagarin cup-finalen mot Metallurg Magnitogorsk.[43][44]
- 13-23 april - U18-Världsmästerskapet för herrar spelas i Poprad och Spišská Nová Ves i Slovakien. USA vinner guld efter finalseger mot Finland.[45][46]
- 29 april -  HV 71 blir svenska herrmästare efter att ha vunnit finalserien mot Brynäs IF med 4-3 i matcher.[47][48]
- 5-21 maj - Världsmästerskapet i ishockey för herrar spelas i Paris Frankrike och Köln Tyskland. Sverige vinner turneringen före Kanada och Ryssland.[49][50]
- 11 juni - Pittsburgh Penguins säkrar andra raka segern i National Hockey League efter seger med 4-2 i Stanley cup-finalen mot Nashville Predators.[51][52]
- 10-11 november - Två NHL-matcher spelas i Globen mellan Colorado Avalanche och Ottawa Senators.[53]

## Judo
- 28 augusti-3 september - Världsmästerskapen avgörs i Budapest i Ungern. Japan blir den mest framgångsrika nationen med totalt 13 medaljer varav 8 guld.[54][55]

## Motorsport
- 26 februari - Kurt Busch vinner den 59:e upplagan av Daytona 500.[56]
- 28 maj - Takuma Sato vinner den 101:a upplagan av Indianapolis 500.[57]
- 19 juni – Timo Bernhard, Brendon Hartley och Earl Bamber vinner Le Mans 24-timmars med en Porsche 919 Hybrid.[58]
- 12 november – Johan Kristoffersson vinner FIA:s världsmästerskap i rallycross.[59]
- 1 december – Thed Björk vinner World Touring Car Championship med Polestar Racing.[60]

## Nordisk skidsport
- 31 december 2016-8 januari - Tour de Ski i längdskidåkning avgörs i Schweiz, Tyskland och Italien. Sergej Ustiugov från Ryssland vinner herrtävlingen och Heidi Weng från Norge vinner damtävlingen.[61][62]
- 21 februari-5 mars - Världsmästerskapen i nordisk skidsport avgörs i Lahtis i Finland. Norge vinner medaljligan med 7 guld 6 silver och 5 brons.[63]
- 5 mars - John Kristian Dahl, Norge vinner herrklassen medan Katerina Smutná, Österrike vinner damklassen då Vasaloppet avgörs.[64]
- 19 mars - Världscupen i längdskidåkning avslutas i Québec, Kanada. Martin Johnsrud Sundby, Norge, vinner den totala världscupen för herrar och Heidi Weng, Norge, vinner damklassen.[65][66]

## Orientering
- 1-7 juli - Världsmästerskapen i orientering avgörs i Tartu i Estland. Sverige blir den mest framgångsrika nationen med sju medaljer varav fyra guld.[67]

## Rugby
- 9–26 augusti: Världsmästerskapet för damer avgörs på Irland. Nya Zeeland blir världsmästare efter finalvinst mot England.[68]

## Simsport
- 14-30 juli - Världsmästerskapen avgörs i Budapest i Ungern. USA blir den mest framgångsrika nationen med totalt 46 medaljer varav 21 guld.[69]
- 13-17 december - Europamästerskapen i kortbanesimning avgörs i Köpenhamn i Danmark. Ryssland blir den mest framgångsrika nationen med 18 medaljer varav nio guld.[70]

## Skidskytte
- 8-19 februari - Världsmästerskapen i skidskytte avgörs Hochfilzen i Tyrolen i Österrike.[71] Laura Dahlmeier, Tyskland, blir historisk som den första någonsin att vinna fem guld i ett VM.[72][73]
- 19 mars - Världscupen avslutas i Holmenkollen, Norge. Martin Fourcade, Frankrike, vinner den totala världscupen för herrar och Laura Dahlmeier, Tyskland, vinner damklassen.[74][75]

## Tennis
- 16-29 januari - Australiska öppna spelas i Melbourne i Victoria i Australien. Singeltävlingarna vinns av Roger Federer från Schweiz för herrar[76] och Serena Williams från USA för damer.[77]
- 28 maj-11 juni - Franska öppna spelas i Paris i Frankrike. Singeltävlingarna vinns av Rafael Nadal från Spanien för herrar[78] och Jeļena Ostapenko från Lettland för damer.[79]
- 3-16 juli - Wimbledonmästerskapen spelas i Storbritannien. Singeltävlingarna vinns av Roger Federer från Schweiz för herrar[80] och Garbiñe Muguruza från Spanien för damer.[81]
- 28 augusti-10 september - US Open spelas i USA. Singeltävlingarna vinns av Rafael Nadal från Spanien[82] och Sloane Stephens från USA för damer.[83]
- 22-24 september - Europa vinner första upplagan av Laver Cup efter seger mot övriga världen.[84]

## Travsport
- 29 januari – Bold Eagle, körd av Franck Nivard, vinner Prix d'Amérique på nytt världsrekord över distansen.[85]
- 28 maj – Timoko, körd av Björn Goop, vinner Elitloppet.[86]
- 3 september – Cyber Lane, körd och tränad av Johan Untersteiner, vinner Svenskt Travderby.[87]
- 1 oktober – Villiam, körd av Jorma Kontio, vinner Svenskt Trav-Kriterium.[88]

## Volleyboll
- 24 augusti-3 september - Europamästerskapet för herrar spelas i Polen. Ryssland vinner mästerskapet efter finalvinst mot Tyskland.[89]
- 22 september-1 oktober - Europamästerskapet för damer spelas i Azerbajdzjan och Georgien. Serbien vinner mästerskapet efter finalvinst mot Nederländerna.[90]

## Avlidna
- 4 januari – Milt Schmidt, 98, kanadensisk ishockeyspelare.[91]
- 16 februari – Bengt "Julle" Gustavsson, 89, svensk fotbollsspelare.[92]
- 4 mars – Stefan Ingvarsson, 70, svensk gångare.[93]
- 10 mars – John Surtees, 83, brittisk racerförare.[94]
- 22 mars – Ronnie Moran, 83, brittisk fotbollsspelare.[95]
- 22 april – Michele Scarponi, 37, italiensk tävlingscyklist.[96]
- 23 april – Åke Larsson, 85, svensk fotbollsspelare.[97]
- 21 maj – Lars-Erik Skiöld, 65, svensk brottare.[98]
- 22 maj – Nicky Hayden, 35, amerikansk roadracingförare.[99]
- 24 juni – Nils ”Dubbel-Nisse” Nilsson, 81, svensk ishockeyspelare.[100]
- 30 juni – Darrall Imhoff, 78, amerikansk basketspelare.[101]
- 7 juli – Håkan "Carla" Carlqvist, 63, svensk motocrossförare, bragdguldmedaljör 1983.[102]
- 12 augusti – Göran "Dallas" Sedvall, 76, svensk bandyspelare.[103]
- 22 augusti – Lars Parmler, 75, svensk ryttare och expertkommentator för banhoppning i SVT.[104]
- 8 november – Eva Ernström, 56, svensk friidrottare, långdistanslöpning.[105]
- 11 november – András Czitrom, 65, svensk innebandypionjär.[106]
- 19 november – Jana Novotná, 49, tjeckisk tennisspelare.[107]
- 14 december – Karl-Erik Nilsson, 95, svensk brottare.[108]

### Fotnoter
1. ↑  "Medal standings Asian Winter Games 2017". Arkiverad 22 februari 2017 hämtat från the Wayback Machine. Läst 6 mars 2017.
2. ↑  ”Medal Table”. islandgames2017.com. http://islandgames2017results.com/medal.aspx. Läst 2 juli 2017.
3. ↑  ”St. Moritz” (på engelska). Champions Club. 15 maj 2015. Arkiverad från originalet den 23 oktober 2016. https://web.archive.org/web/20161023051747/http://www.championsclub2018.org/st-moritz/. Läst 5 augusti 2015.
4. ↑  ”Second Gold medal for Hirscher in St. Moritz”. FIS. 20 februari 2017. Arkiverad från originalet den 20 februari 2017. https://web.archive.org/web/20170220153317/http://www.fis-ski.com/alpine-skiing/news-multimedia/news/article=second-gold-medal-for-marcel-hirscher-concluding-slalom.html. Läst 20 februari 2017.
5. ↑  ”Cup Standings Overall Women”. FIS. http://data.fis-ski.com/alpine-skiing/cup-standings.html?suchen=true&suchcompetitorid=&suchseason=2017&suchgender=L&suchnation=&sector=AL&suchcup=WC&discipline=ALL&search=Search. Läst 23 oktober 2016.
6. ↑  ”Cup Standings Overall Men”. FIS. http://data.fis-ski.com/alpine-skiing/cup-standings.html?suchen=true&suchcompetitorid=&suchseason=2017&suchgender=M&suchnation=&sector=AL&suchcup=WC&discipline=. Läst 23 oktober 2016.
7. ↑  ”Tournament winners 2017” (på engelska). http://bwfworldchampionships.com/results/2663/total-bwf-world-championships-2017/podium. Läst 28 augusti 2017.
8. ↑  Hans Jansson (5 februari 2017). ”Drömhörna fullbordade Sveriges finalvändning” (på svenska). Dagens nyheter. https://www.dn.se/sport/dromhorna-fullbordade-sveriges-finalvandning/. Läst 5 februari 2017.
9. ↑  ”World Championships 2017”. Bandysidan. http://www.bandysidan.nu/event.php?EVID=216. Läst 19 mars 2020.
10. ↑  Erik Jonsson (25 mars 2017). ”2010–2019”. Svenska Bandyförbundet. https://www.svenskbandy.se/BANDYFINALEN/HISTORIK/Svenskamastare/Damer/2010-2019/. Läst 19 mars 2020.
11. ↑  Erik Jonsson (25 mars 2017). ”2010–2019”. Svenska Bandyförbundet. https://www.svenskbandy.se/BANDYFINALEN/HISTORIK/Svenskamastare/Herrar/2010-2019/. Läst 19 mars 2020.
12. ↑  Jonathan Kvarnström (15 oktober 2017). ”Sandviken vann World Cup efter makalös vändning” (på svenska). SVT Sport. https://www.svt.se/sport/bandy/saik-vann-world-cup-efter-makalos-vandning. Läst 3 december 2024.
13. ↑  ”2017 World Series” (på engelska). Baseball-Reference.com. https://www.baseball-reference.com/postseason/2017_WS.shtml. Läst 11 september 2018.
14. ↑  ”Super Spain romp to gold!”. Arkiverad från originalet den 25 juni 2017. https://web.archive.org/web/20170625225646/http://www.fiba.com/eurobasketwomen/2017/news/super-spain-romp-to-gold. Läst 25 juni 2017.
15. ↑  "Slovenien vann EM-guld – efter skadedrama". Läst 18 september 2017.
16. ↑  2017 World Table Tennis Championships, ITTF, läst 2017-06-07
17. ↑  "Medal Standings". Arkiverad 5 september 2017 hämtat från the Wayback Machine. Läst 5 september 2017. (engelska)
18. ↑  ”Kamerun afrikanska mästare ikväll”. Sveriges radio. 5 februari 2017. http://sverigesradio.se/sida/artikel.aspx?programid=179&artikel=6623837. Läst 5 februari 2017.
19. ↑  Real Madrid beat Juventus 4-1 in final, UEFA, läst 2017-06-07.
20. ↑  ”Tyskland är U21-mästare – konstmål avgjorde”. SVT. 30 juni 2017. https://www.svt.se/sport/fotboll/tyskland-ar-u21-mastare-konstmal-avgjorde/. Läst 30 juni 2017.
21. ↑  ”Chiles jätteblunder gav Tyskland segern”. SVT. 2 juli 2017. https://www.svt.se/sport/fotboll/tyskland-chile-confed/. Läst 2 juli 2017.
22. ↑  ”England finally claim Under-19 crown” (på engelska). http://www.uefa.com/under19/season=2017/matches/round=2000774/match=2022852/postmatch/report/index.html#england+finally+claim+under+crown. Läst 15 juli 2017.
23. ↑  Historiskt EM-guld till Nederländerna
24. ↑  ”Malmö FF mästare för 20:e gången”. SVT. 16 oktober 2017. https://www.svt.se/sport/fotboll/norrkoping-malmo/. Läst 16 oktober 2017.
25. ↑  ”Linköping försvarade SM-guldet”. SVT. 29 oktober 2017. https://www.svt.se/sport/fotboll/linkoping-7/. Läst 29 oktober 2017.
26. ↑  ”REAL MADRID SET TEAM RECORD WITH CLUB WORLD CUP TRIUMPH” (på engelska). Goal.com. 16 december 2017. http://www.goal.com/en/news/real-madrid-set-new-club-record-with-club-world-cup-triumph/10o6dy5owu3ax1ef0e3y7dne8m. Läst 17 december 2017.
27. ↑  ”EUROPEAN ATHLETICS INDOOR CHAMPIONSHIPS - BELGRADE 2017”. http://www.european-athletics.org/competitions/european-athletics-indoor-championships/2017/medals/index.html.
28. ↑  "Medal table". Arkiverad 14 augusti 2017 hämtat från the Wayback Machine. Läst 8 augusti 2017. (engelska)
29. ↑  "Farah och Bolt tar farväl av den stora scenen". Läst 13 augusti 2017. (engelska)
30. ↑  ”Frankrike vann VM-guld efter formidabel andra halvlek”. Handbollskanalen. 29 januari 2017. http://handbollskanalen.se/landslag-herrar/frankrike-vann-vm-guld-efter-formidabel-andra-halvlek/. Läst 30 januari 2017.
31. ↑  ”Fransk skräll – slog Norge i VM-finalen”. SVT. 17 december 2017. https://www.svt.se/sport/handboll/fransk-skrall-slog-norge-i-vm-finalen/. Läst 17 december 2017.
32. ↑  ”Iksu är svenska mästare i innebandy – för femte gången”. SVT. https://www.svt.se/sport/innebandy/mallost-efter-forsta-perioden-1/. Läst 22 april 2017.
33. ↑  ”Falun svenska mästare”. SVT. 22 april 2017. https://www.svt.se/sport/innebandy/falun-vaxjo/. Läst 22 april 2017.
34. ↑  VM-guld till Sverige efter straffdrama
35. ↑  ”IIHF Ice Hockey U20 World Championship - Final Ranking” (på engelska). International Ice Hockey Federation. 5 januari 2017. Arkiverad från originalet den 6 januari 2017. https://web.archive.org/web/20170106141423/http://stats.iihf.com/Hydra/418/IHM418000_FINAL_RANKING_1_0.pdf. Läst 6 januari 2017.
36. ↑  ”Championnat du monde des moins de 20 ans 2016/17” (på franska). Hockey Archives. 5 januari 2017. https://www.hockeyarchives.info/U-20_2017.htm. Läst 17 mars 2020.
37. ↑  ”IIHF Ice Hockey U18 Women's World Championship - Final Ranking” (på engelska). International Ice Hockey Federation. 14 januari 2017. http://stats.iihf.com/Hydra/610/IHW610000_FINAL_RANKING_1_0.pdf. Läst 17 januari 2017.
38. ↑  ”Championnats du monde 2017 des moins de 18 ans féminines” (på franska). Hockey Archives. 14 januari 2017. https://www.hockeyarchives.info/U-18fem_2017.htm. Läst 17 mars 2020.
39. ↑  ”Frölunda försvarade CHL-titeln” (på svenska). SVT Sport. 7 februari 2017. https://www.svt.se/sport/ishockey/folj-chl-finalen-har. Läst 8 februari 2017.
40. ↑  ”Champions Hockey League 2016/17” (på franska). Hockey Archives. 7 februari 2017. https://www.hockeyarchives.info/CHL2017.htm. Läst 17 mars 2020.
41. ↑  Alma Yttergren (8 april 2017). ”USA världsmästare efter dramatik” (på svenska). SVT Sport. https://www.svt.se/sport/ishockey/ishockey-4. Läst 8 april 2017.
42. ↑  ”Championnats du monde féminins 2017” (på franska). Hockey Archives. 7 april 2017. https://www.hockeyarchives.info/mondefem2017.htm. Läst 17 mars 2020.
43. ↑  ”Hersley och St Petersburg vann Gagarin Cup” (på svenska). Sportbladet. 16 april 2017. http://www.aftonbladet.se/sportbladet/hockey/a/JmxKj/hersley-och-st-petersburg-vann-gagarin-cup. Läst 17 april 2017.
44. ↑  ”Championnat de Russie 2016/17” (på franska). Hockey Archives. 16 april 2017. https://www.hockeyarchives.info/Russie2017.htm. Läst 17 mars 2020.
45. ↑  ”Americans re-claim gold” (på franska). International Ice Hockey Federation. 23 april 2017. Arkiverad från originalet den 24 april 2017. https://web.archive.org/web/20170424174257/http://u18worlds2017.iihf.com/en/news/usa-fin-gold/. Läst 24 april 2017.
46. ↑  ”Championnats du monde 2017 des moins de 18 ans” (på franska). Hockey Archives. 23 april 2017. https://www.hockeyarchives.info/U-18_2017.htm. Läst 17 mars 2020.
47. ↑  Stina Banck (29 april 2017). ”SM-guld till HV71” (på svenska). SVT Sport. https://www.svt.se/sport/ishockey/sm-final-7-ishockey-hv71-brynas/. Läst 29 april 2017.
48. ↑  ”Championnat de Suède 2016/17” (på franska). Hockey Archives. 29 april 2017. https://www.hockeyarchives.info/Suede2017.htm. Läst 17 mars 2020.
49. ↑  Albin Julin, Emanuel Otterhall, Robin Lindgren, Elisabeth Lindbäck (21 maj 2017). ”Sverige tar VM-guld efter straffdramatik” (på svenska). Expressen. https://www.expressen.se/sport/hockey/tre-kronor/sverige-tar-vm-guldefter-straffdramatik/. Läst 22 maj 2017.
50. ↑  ”Championnats du monde 2017” (på franska). Hockey Archives. 21 maj 2017. https://www.hockeyarchives.info/mondial2017.htm. Läst 17 mars 2020.
51. ↑  Per Bjurman (12 juni 2017). ”Pittsburgh Stanley cup-mästare” (på svenska). Sportbladet. https://www.aftonbladet.se/sportbladet/hockey/a/3nkeL/pittsburgh-stanley-cup-mastare. Läst 12 juni 2017.
52. ↑  ”NHL 2016/17” (på franska). Hockey Archives. 11 juni 2017. https://www.hockeyarchives.info/NHL2017.htm. Läst 17 mars 2020.
53. ↑  ”NHL 2017/18” (på franska). Hockey Archives. 1 november 2017. https://www.hockeyarchives.info/NHL2018.htm. Läst 17 mars 2020.
54. ↑  (4 september 2017). Japan wins first mixed team gold. Arkiverad 1 december 2017 hämtat från the Wayback Machine. The Japan Times. Läst 1 december 2017.
55. ↑  Young, Henry. (5 september 2017). 2017 Judo World Championships: Five things we learned. CNN. Läst 1 december 2017.
56. ↑  ”Kurt Busch wins the 2017 Daytona 500 with last-lap pass” (på engelska). autosport.com. Autosport Network. 28 maj 2017. https://www.motorsport.com/nascar-cup/news/kurt-busch-wins-the-2017-daytona-500-with-last-lap-pass-877534/?dt_start=2017-02-26&dt_end=2017-02-26&s=1. Läst 21 augusti 2017.
57. ↑  ”Takuma Sato wins 2017 Indianapolis 500, late failure for Alonso” (på engelska). autosport.com. Autosport Network. 28 maj 2017. https://www.autosport.com/indycar/news/129830/sato-wins-indy-500-late-failure-for-alonso. Läst 21 augusti 2017.
58. ↑  ”Classification” (på engelska). FIA. https://www.fia.com/events/world-endurance-championship/season-2017/race-classification-5. Läst 8 december 2017.
59. ↑  ”Standings” (på engelska). FIA. https://www.fia.com/events/world-rallycross-championship/season-2017/2017-standings. Läst 8 december 2017.
60. ↑  ”Standings” (på engelska). FIA. Arkiverad från originalet den 8 december 2017. https://web.archive.org/web/20171208201902/https://www.fia.com/events/world-touring-car-championship/season-2017/2017-standings. Läst 8 december 2017.
61. ↑  ”Weng toursegrare — trots matförgiftning”. SVT. http://www.svt.se/sport/vintersport/weng-toursegrare-trots-matforgiftning/. Läst 8 januari 2017.
62. ↑  ”Ustiugov höll undan – vann Tour de Ski”. SVT. http://www.svt.se/sport/vintersport/tour-de-ski-jaktstart-herrar-1/. Läst 8 januari 2017.
63. ↑  ”FIS MEDALS STANDING FOR FIS NORDIC WORLD CHAMPIONSHIPS 2017”. FIS. Arkiverad från originalet den 5 mars 2017. https://web.archive.org/web/20170305180342/https://data.fis-ski.com/lahti2017/medals.html.
64. ↑  ”Historiska segrare”. Vasaloppet. Arkiverad från originalet den 22 mars 2020. https://web.archive.org/web/20200322121012/https://www.vasaloppet.se/wp-content/uploads/sites/1/2019/09/historiska_segrare_vasaloppet_sve_2019-09-18.pdf. Läst 22 mars 2020.
65. ↑  ”OVERALL WORLD CUP STANDING MEN”. FIS. http://medias4.fis-ski.com/pdf/2017/CC/4040/2017CC4040WCOV.pdf. Läst 20 mars 2017.
66. ↑  ”OVERALL WORLD CUP STANDING LADIES”. FIS. http://medias2.fis-ski.com/pdf/2017/CC/4039/2017CC4039WCOV.pdf. Läst 19 mars 2017.
67. ↑  ”Sverige tog fjärde guldet i VM - hotades med diskning”. https://www.svt.se/sport/orientering/damstafetten-i-orienterings-vm-2017/. Läst 10 juli 2017.
68. ↑  "New Zealand beat England 41-32 to win Women's Rugby World Cup – as it happened". Läst 28 augusti 2017.
69. ↑  ”17th FINA World Championships results Budapest (HUN)” (på engelska). FINA. Arkiverad från originalet den 7 oktober 2017. https://web.archive.org/web/20171007094405/http://fina.org/event/17th-fina-world-championships/results. Läst 5 augusti 2017.
70. ↑  ”MEDAL TABLE AFTER 40 EVENTS"”. Arkiverad från originalet den 20 december 2017. https://web.archive.org/web/20171220002949/http://copenhagen2017.microplustiming.com/index_web.php?s=TG9hZE1lZGFscyhjb2RNZWRhbHMpOw==&cat=&page=&spec=&bat=&td=&hg=&descIT=&descEN=&descFR=&curCatSel_M_F=. Läst 18 december 2017.
71. ↑  ”IBU Biathlon - Weltmeisterschaften vom 8. – 19. Februar 2017” (på tyska). Gästehaus Katharina. http://www.gaestehaus-katharina.at/compdetail.php?hid=5874&us=27&tplid=9&lang=de&cook_land=1. Läst 5 augusti 2015.
72. ↑  ”Dahlmeier historisk med fem guld”. SVT. 19 februari 2017. http://www.svt.se/sport/vintersport/dahlmeier-historisk-med-fem-guld/.
73. ↑  ”VM-dronningen ble historisk - ny norsk nedtur”. TV 2 Norge. 19 februari 2017. http://www.tv2.no/a/8939198/.
74. ↑  ”Men's World Cup Total Score”. IBU. http://ibu.blob.core.windows.net/docs/1617/BT/SWRL/CP09/SMMS/BT_C78B_1.0.pdf. Läst 19 mars 2017.
75. ↑  ”Women's World Cup Total Score”. IBU. http://ibu.blob.core.windows.net/docs/1617/BT/SWRL/CP09/SWMS/BT_C78B_1.0.pdf. Läst 19 mars 2017.
76. ↑  ”Roger Federer vann drömfinalen i Australian Open”. Aftonbladet. 6 juli 2017. http://www.aftonbladet.se/sportbladet/a/gmloL/roger-federer-vann-dromfinalen-i-australian-open. Läst 16 juli 2017.
77. ↑  ”Serena Williams vann Australian Open”. Aftonbladet. 6 juli 2017. http://www.aftonbladet.se/sportbladet/a/PlJ00/serena-williams-vann-australian-open. Läst 16 juli 2017.
78. ↑  ”Tionde titeln i Franska öppna – efter showen”. Aftonbladet. 6 juli 2017. http://www.aftonbladet.se/sportbladet/a/GVljx/tionde-titeln-i-franska-oppna--efter-showen. Läst 16 juli 2017.
79. ↑  ”Superskrällen: Ostapenko vann Franska öppna”. Aftonbladet. 6 juli 2017. http://www.aftonbladet.se/sportbladet/a/gMXb1/superskrallen-ostapenko-vann-franska-oppna. Läst 16 juli 2017.
80. ↑  ”Roger Federer historisk mästare i Wimbledon”. https://www.svt.se/sport/tennis/wimbledon-herrfinal/. Läst 16 juli 2017.
81. ↑  ”Garbiñe Muguruza crowned Wimbledon champion after beating Venus Williams”. https://www.theguardian.com/sport/2017/jul/15/garbine-muguruza-wimbledon-champion-venus-williams. Läst 16 juli 2017.
82. ↑  ”US Open final 2017: Rafa Nadal wins 16th grand slam to complete a Nadal-Federer 2017 clean sweep”. http://www.telegraph.co.uk/tennis/2017/09/10/us-open-final-2017-rafa-nadal-vs-kevin-anderson-live-score-updates/. Läst 11 september 2017.
83. ↑  ”The Latest: Stephens beats Keys for US Open women's title”. Arkiverad från originalet den 10 september 2017. https://web.archive.org/web/20170910041920/https://sports.yahoo.com/latest-hingis-jamie-murray-win-us-open-mixed-174344054--spt.html. Läst 9 september 2017.
84. ↑  ”Europa firade vilt efter Laver Cup-segern”. http://www.dn.se/sport/europa-firade-vilt-efter-laver-cup-segern/. Läst 25 september 2017.
85. ↑  Pettersson, Erik & Söderbäck, Daniel (29 januari 2017). "Vinner storloppet på världsrekord". Aftonbladet. Läst 1 januari 2018.
86. ↑  Nilsson, Alexander & Löf Nyqvist, Martin (28 maj 2017). "Jätteskräll i Elitloppet – Timoko krossade storfavoriterna" Arkiverad 4 augusti 2017 hämtat från the Wayback Machine.. Dalarnas Tidningar. Läst 28 maj 2017.
87. ↑  Gustafsson, Pär (3 september 2017). "Cyber Lane fann nya krafter". Sulkysport. Läst 1 januari 2018.
88. ↑  Wangle, Carl (1 oktober 2017). "Vinner fyra miljoner på nytt världsrekord". Aftonbladet. Läst 1 januari 2018.
89. ↑  "Russia wins 2017 European Volleyball Championship in Poland". Läst 4 september 2017. (engelska)
90. ↑  "Serbia net second European crown in history, Bošković takes MVP honours". Arkiverad 2 oktober 2017 hämtat från the Wayback Machine. Läst 1 oktober 2017. (engelska)
91. ↑  ”Bruins great Milt Schmidt dies at 98” (på engelska). The Boston Globe. 3 januari 2017. https://www.bostonglobe.com/sports/bruins/2017/01/04/bruins-legend-milt-schmidt-dead/m9wTMOV1kL5Q7RtMvdHzGJ/story.html. Läst 3 januari 2017.
92. ↑  VM-hjälten från 1958 Bengt "Julle" Gustavsson är död, Expressen 21 februari 2017
93. ↑  Stefan Ingvarsson har avlidit, Värnamo.nu 6 mars 2017
94. ↑  ”John Surtees: Former F1 world champion dies at 83” (på engelska). BBC. 10 mars 2017. http://www.bbc.com/sport/formula1/39235608. Läst 10 mars 2017.
95. ↑  ”Anfield legend Ronnie Moran dies aged 83” (på engelska). Liverpool Echo. 22 mars 2017. http://www.liverpoolecho.co.uk/sport/football/football-news/anfield-legend-ronnie-moran-dies-12777607. Läst 22 mars 2017.
96. ↑  ”Michele Scarponi död – blev 37 år gammal”. Expressen. 22 april 2017. http://www.expressen.se/sport/michele-scarponi-dod--blev-37-ar-gammal/. Läst 22 april 2017.
97. ↑  Malmö-FF profil död - blev 85 år, Expressen 28 april 2017
98. ↑  Svensk OS-medaljör död - blev 65 år, Kvällsposten 22 maj 2017
99. ↑  ”Nicky Hayden, former MotoGP world champion, dies five days after bike crash”. The Guardian. 22 maj 2017. https://www.theguardian.com/sport/2017/may/22/nicky-hayden-dies-bike-crash-motogp-superbikes. Läst 22 maj 2017.
100. ↑  ”Värmländsk hockeylegendar död”. Nya Wermlands-Tidningen. 24 juni 2017. Arkiverad från originalet den 24 juni 2017. https://web.archive.org/web/20170624142147/http://nwt.se/sport/ishockey/2017/06/24/varmlandsk-hockeylegendar-dod. Läst 24 juni 2017.
101. ↑  Goldstein, Richard (3 juli 2017). ”Darrall Imhoff, a Decorated Basketball Center, Dies at 78” (på engelska). The New York Times. https://www.nytimes.com/2017/07/03/sports/basketball/darrall-imhoff-california-ncaa-championship-dead-at-78.html. Läst 3 juli 2017.
102. ↑  http://www.aftonbladet.se/sportbladet/a/lqr6L/motorprofilen-hakan-carla-carlqvist-dod
103. ↑  Göran "Dallas" Sedvall har avlidit, SVT Nyheter 13 augusti 2017
104. ↑  Lars Parmler har avlidit, Ridsport 22 augusti 2017
105. ↑  OS-löparen Eva Ernström död, Expressen 17 december 2017
106. ↑  Innebandypionjären András Czitrom har dött, Innebandymagasinet 11 november 2017
107. ↑  Dunn, Carrie (20 november 2017). ”Tennis world mourns the passing of Jana Novotna” (på engelska). WTA Tennis. http://www.wtatennis.com/news/tennis-world-mourns-passing-jana-novotna. Läst 20 november 2017.
108. ↑  Karl-Erik Nilsson - Sveriges Olympiska Kommitté